# Okręgowe rozgrywki w piłce nożnej woj. wileńskiego (1922)

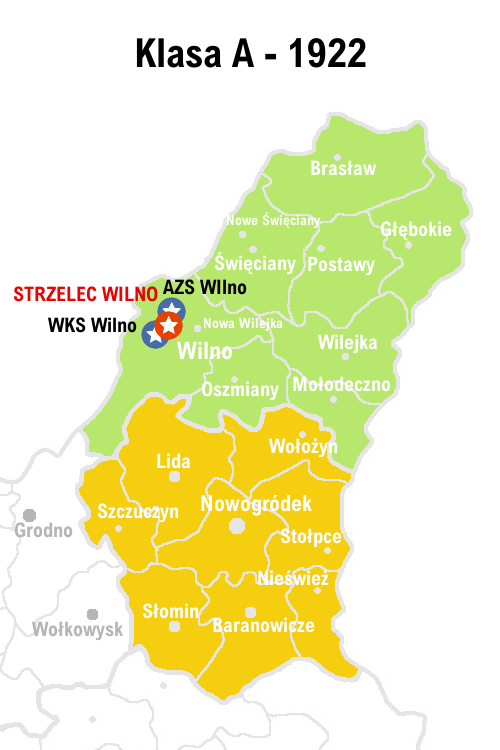
Kluby uczestniczące w Wileńskiej Klasie A w 1922 roku

1. Okręgowe rozgrywki w piłce nożnej województwa wileńskiego prowadzone są przez Wileński Okręgowy Związek Piłki Nożnej, który oficjalne został powołany dnia 22 lutego 1922 roku, pierwszy honorowym prezesem został Jan Weyssenhoff.
Mistrzostwo Okręgu Wileńskiego zdobyła drużyna Strzelec Wilno.
| Rozgrywki | Poziomy rozgrywkowe w sezonie 1922 | Poziomy rozgrywkowe w sezonie 1922 | Poziomy rozgrywkowe w sezonie 1922 | Poziomy rozgrywkowe w sezonie 1922 | Poziomy rozgrywkowe w sezonie 1922 | Poziomy rozgrywkowe w sezonie 1922 | Poziomy rozgrywkowe w sezonie 1922 | Poziomy rozgrywkowe w sezonie 1922 | Poziomy rozgrywkowe w sezonie 1922 |                    |
| --------- | ---------------------------------- | ---------------------------------- | ---------------------------------- | ---------------------------------- | ---------------------------------- | ---------------------------------- | ---------------------------------- | ---------------------------------- | ---------------------------------- | ------------------ |
| Centralne | I poziom ligowy                    | Mistrzostwa Polski                 | Mistrzostwa Polski                 | Mistrzostwa Polski                 | Mistrzostwa Polski                 | Mistrzostwa Polski                 | Mistrzostwa Polski                 | Mistrzostwa Polski                 | Mistrzostwa Polski                 | Mistrzostwa Polski |
| Okręgowe  | II poziom ligowy                   | Klasa A (Wilno)                    | Klasa A (Wilno)                    | Klasa A (Wilno)                    | Klasa A (Wilno)                    | Klasa A (Wilno)                    | Klasa A (Wilno)                    | Klasa A (Wilno)                    | Klasa A (Wilno)                    |                    |
| Okręgowe  | III poziom ligowy                  | Klasa B - gr.I                     | Klasa B - gr.I                     | Klasa B - gr.II                    | Klasa B - gr.II                    | Klasa B - gr.III                   | Klasa B - gr.III                   | Klasa B - gr.IV                    | Klasa B - gr.IV                    |                    |

## Rozgrywki ogólnopolskie
Strzelec Wilno wystąpił w rozgrywkach o mistrzostwo polski, w fazie grupowej zajął 4 miejsce.

## Klasa A (Wileńska) - II poziom rozgrywkowy
| Poz. | Drużyna        | M | Z | R | P | Bramki | Punkty |
| ---- | -------------- | - | - | - | - | ------ | ------ |
| 1    | Strzelec Wilno | 4 | 3 | 1 | 0 | 8-3    | 7      |
| 2    | AZS Wilno      | 4 | 1 | 1 | 2 | 9-8    | 3      |
| 3    | WKS Wilno      | 4 | 0 | 2 | 2 | 4-10   | 2      |

- Przed sezonem Sokół zmienił nazwę na Strzelec, po sezonie Strzelec zmieni nazwę na Lauda Wilno.
- AZS Wilno wycofał się po sezonie.

Decyzją władz WOZPN miejsce po wycofanym AZS zajęła drużyna WKS 1PP Leg. Wilno. Tym samym nikt nie awansował z klasy B.
Mecze klasa A
- 28.05.1922 - Strzelec Wilno : AZS Wilno 3:1
- 18.06.1922 - Strzelec Wilno : WKS Wilno 2:0

## Klasa B - III poziom rozgrywkowy
Grupa I (Wileńska)

| Poz. | Drużyna                        | M | Z | R | P | Bramki | Punkty |
| ---- | ------------------------------ | - | - | - | - | ------ | ------ |
| 1    | Makabi Wilno                   |   | - | - | - |        |        |
| ?    | Strzelec II Wilno              |   | - | - | - |        |        |
| ?    | AZS II Wilno                   |   | - | - | - |        |        |
| ?    | PKS Wilja Wilno                |   | - | - | - |        |        |
| ?    | WKS II Wilno                   |   | - | - | - |        |        |
| ?    | WKS 85PP "Czarni" Nowa Wilejka |   | - | - | - |        |        |

Grupa II (Mołodeczno)

Brak danych co do rozgrywek w tej grupie.
Grupa III (Grodno)

Brak danych co do rozgrywek w tej grupie.
- Decyzją władz PZPN-u województwo białostockie zostaje podzielone na dwie części:

1) Białystok ma występować w rozgrywkach Warszawskiego OZPN-u.

2) Grodno ma występować w rozgrywkach Wileńskiego OZPN-u.

Do rozgrywek z przyczyn logistycznych nie dochodzi, zespoły rozgrywają mecze towarzyskie.
Grupa IV (Lida)

Brak danych co do rozgrywek w tej grupie.
Eliminacje do klasy A
- 21 maja mecz zwycięzców grup I i II (w Wilnie), III i IV (w Lidzie).
- 25 maja mecz eliminacyjny zwycięzców w Wilnie (finał).
- 28 maja mecz finalisty (z klasy B) z WKS Wilno w Wilnie, po którym komisja kwalifikacyjna oceni grę i na tej podstawie zadecyduje o ewentualnym awansie do klasy A. Mecz musiał odbyć się później, gdyż klasa B grała jeszcze w sierpniu.
- Brak danych co do zespołów i rozstrzygnięć eliminacyjnych.